# À la vie, à la mort !
Pour les articles homonymes, voir À la vie, à la mort (homonymie).
Pour plus de détails, voir Fiche technique et Distribution.
À la vie, à la mort ! est un film français réalisé par Robert Guédiguian et sorti en 1995.

## Synopsis
Sur la côte marseillaise, une petite tribu a ses habitudes au cabaret de Joséfa, le « Perroquet Bleu » qui périclite faute de clients. Les copains marginaux ou en perdition sociale se rassemblent au bar : il y a Jaco, chômeur et malheureux en ménage, Patrick, un autre chômeur marié avec Marie-Sol, femme de ménage qui ne tarde pas à rejoindre leur clan après avoir refusé les avances de son patron et enfin Otto, un ancien légionnaire. Le bon ami de Joséfa, José, qui fait office de barman, recueille un jour Vénus, une jeune droguée. 
Tout ce petit monde se retrouve bientôt hébergé au Perroquet Bleu dans un bel élan solidaire. Les difficultés ne continuent pas moins de s’accroître : la femme et les enfants de Jaco le quittent, la situation financière s'aggrave pour tous, l'établissement menace faillite et enfin, le drame : Patrick se suicide pour que sa famille puisse toucher l'assurance-vie. La tribu du Perroquet Bleu va alors se souder pour lutter contre l’adversité.

## Fiche technique
- Titre original : À la vie, à la mort !
- Réalisation : Robert Guédiguian
- Assistant à la réalisation : Jacques Reboud
- Scénario : Jean-Louis Milesi, Robert Guédiguian
- Décors : Michel Vandestien
- Costumes : Michel Vandestien
- Maquillages : Maïté Alonso
- Photographie : Bernard Cavalié
- Son : Laurent Lafran
- Montage : Bernard Sasia
- Producteur : Malek Hamzaoui
- Société de production : Agat Films et Cie (France)
- Sociétés de distribution : Pierre Grise Distribution (France), Diaphana Distribution (France)
- Pays d’origine :  France
- Langue originale : français
- Format : 35 mm — couleur — 1.66:1 — son monophonique
- Genre : comédie dramatique
- Durée : 100 minutes
- Date de sortie :
  - France : 11 octobre 1995
- (fr) Classifications CNC : tous publics, Art et Essai (visa d'exploitation no 85973 délivré le 26 juin 1995)

## Distribution
- Ariane Ascaride : Marie-Sol
- Jean-Pierre Darroussin : Jaco
- Jacques Gamblin : Patrick
- Pascale Roberts : Joséfa
- Gérard Meylan : José
- Jacques Boudet : Papa Carlossa
- Jacques Pieiller : Otto
- Laetitia Pesenti : Vénus
- Farid Ziane : Farid
- Frédérique Bonnal : la femme de Jaco
- Alain Lenglet : le patron de Marie-Sol

## Production

### Tournage
Extérieurs dans les Bouches-du-Rhône : Marseille/L'Estaque, Martigues/quartier de Ponteau-Auguette (site du « café du Perroquet bleu » du film).

## Bande originale
Musiques additionnelles :
- Le Beau Danube bleu de Johann Strauss II de 1866.
- Symphonie no 4 en la majeur de Felix Mendelssohn.
- Hasta siempre de Carlos Puebla.

## Distinctions

### Récompense
- Festival international du film francophone de Namur 1995 : prix spécial du jury[1].

### Nomination
- Festival international de Mannheim Heidelberg (Internationales Filmfestival Mannheim-Heidelberg) 1996 : film nommé pour le prix du meilleur long métrage[2].

## Autour du film
Robert Guédiguian a choisi comme lieu de tournage le restaurant « La Caravelle » situé à Ponteau port à Martigues. Il l'a transformé pour son film en cabaret de striptease nommé « Le Perroquet Bleu » 
Ce même lieu sera aussi utilisé en 2014 par le réalisateur pour son film Au fil d'Ariane.